# Detrin
De Detrin (Russisch: Детрин) is een 222 kilometer lange rivier in het noordoosten van het Russische Verre Oosten, in het noordwesten van de Russische oblast Magadan. De rivier stroomt door het grondgebied van het district Tenkinski in de oblast. De rivier ontspringt op de berg Sejmkan in het Kolymagebergte op een hoogte van ongeveer 868 meter boven de zeespiegel en mondt uit in de Kolyma aan rechterzijde, op een hoogte van 402 meter en op 1944 kilometer van de oorsprong van de Kolyma. Het stroomgebied omvat 6450 km². Op basis van waarnemingen tussen 1938 en 1988 bedraagt het gemiddelde jaarlijkse debiet op 33 km van de monding 53,59 m³/sec. Het regionaal centrum Oest-Omtsjoeg ligt aan de rivier.